# Dent Favre
Die Dent Favre ist ein 2917 m ü. M. hoher Gipfel der Waadtländer Alpen, dem südwestlichsten Teil der Berner Alpen. Er liegt auf der Grenze zwischen den Schweizer Kantonen Waadt und Wallis im Massiv des Grand Muveran.

## Lage
Der Berg liegt in dem Grat zwischen dem Doppelgipfel der Dents de Morcles und dem Petit Muveran. Der Gipfel dominiert das Vallon de Nant im Norden, das zu Bex im Bezirk Aigle (Waadt) gehört. Durch dieses Tal fliesst der Avançon de Nant, der mit dem Avançon d'Anzeindaz den Avançon bildet, der über die Rhone und den Genfersee ins Mittelmeer entwässert. Südöstlich liegt der Ferienort Ovronnaz, der zur Gemeinde Leytron im Bezirk Martigny gehört.

## Besteigung

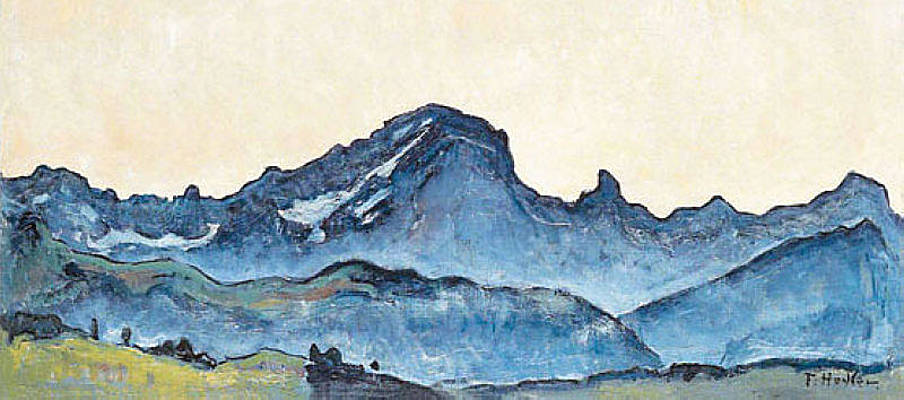
Gemälde Grand Muveran von Ferdinand Hodler (1912), mit der Dent Favre am rechten Rand des Bildes.

Die Erstbesteiger waren vermutlich Hirten und Jäger aus der Umgebung, auf die laut Geographischem Lexikon der Schweiz wohl auch der Name zurückgeht. Oskar Hug und Casimir de Rham bestiegen im Jahr 1908 erstmals die schwierige Nordwestwand.